# Fenna Vanhoutte
Fenna Vanhoutte (Roeselare, 6 juli 1997) is een Belgisch wielrenster. 
In 2015 reed ze bij de junioren naar een bronzen medaille op het Belgisch kampioenschap tijdrijden voor dames junioren. Ook behaalde ze de tiende plaats op het EK in Tartu, Estland.
Zij reed van 2016 tot 2019 bij Lotto Soudal Ladies.
Beckers · Daams · Delzenne · Dom · Hoffmann · Kachelhoffer · Kiesenhofer · Kopecky · Moonen · Schmidt · Van der Meulen · Vanhoutte
Beckers · Castrique · Demey · Dom · Dréville · Van ’t Geloof · Hoffmann · De Jong · Kopecky · Moonen · Van de Velde · Van den Steen · Vanhoutte
Braam · Castrique · Christmas · Dessart · Dom · Hoffmann · De Jong · Kopecky · Moonen · Nguyễn · Van de Velde · Van den Steen · Vanhoutte